# Macrocéphalie - malformation capillaire
Le syndrome de macrocéphalie - malformation capillaire, ou M-CM (en anglais : Macrocephaly-capillary malformation), est une maladie génétique rare. Ce syndrome polymalformatif a pour caractéristiques une croissance excessive de la tête et de certaines parties du corps, ainsi que des malformations au niveau cutané, vasculaire, neurologique et des membres du corps. Même si toutes les personnes affectées n'ont pas toutes ces caractéristiques, les signes les plus récurrents incluent la macrocéphalie, la macrosomie congénitale, des malformations capillaires cutanées étendues (nævus flammeus ou angiomes qui s'apparentent aux tâches type lie-de-vin sur une grande partie du corps; une malformation capillaire de la lèvre supérieure ou du philtrum est aussi constatée chez de nombreux patients de cette maladie), une asymétrie corporelle (aussi appelée hémihyperplasie ou hémihypertrophie), une polydactylie ou syndactylie des mains et pieds, une hyperlaxité des articulations, une peau pâteuse et molle, un retard du développement variable et d'autres problèmes neurologiques telles que l'épilepsie et un tonus musculaire bas (hypotonie).   

## Histoire et nomenclature
Ce syndrome a été reconnue comme maladie rare distincte en 1997 et nommée macrocephaly-cutis marmorata telangiectasia congenita ou M-CMTC,.En 2007, un nouveau nom a été recommandé : Macrocéphalie-malformations capillaires (en anglais macrocephaly-capillary malformation), dont l’abréviation est M-CM. Cette nouvelle appellation a été choisie pour décrire de manière plus précise les marques sur la peau associées au syndrome. En janvier 2012, un article médical a proposé de nouvelles appellations pour ce syndrome : megalencephaly-capillary malformation ou megalencephaly-capillary malformation-polymicrogyria avec l’abréviation MCAP. 
En France, il n'existe aucun article médical traduit et le nom utilisé pour ce syndrome est le plus souvent son abréviation anglo-saxonne, M-CM. 

## Causes génétiques
La cause génétique connue du syndrome de MCM est la mutation en mosaïque du gène PIK3CA. Les analyses génétiques de cette mutation sont, pour l'instant, encore uniquement disponibles pour la recherche médicale. Les mutations en mosaïque du gène PIK3CA seraient aussi en cause dans d'autres maladies de croissance excessive avec des phénotypes distincts. Comment ces mutations différentes en un seul gène peuvent être la cause d'une variété de syndromes cliniquement définis n'est pour l'instant pas clair,,.Les mutations dans le gène PIK3CA n'ont pas encore été trouvées de manière non-mosaïque dans d'autres syndromes. Il est donc peu probable que ces maladies soient héréditaires.

## Diagnostic et caractéristiques
Le diagnostic s'appuie généralement sur un examen clinique. Plusieurs groupes de critères ont été suggérés pour identifier cette maladie chez le patient, et tous incluent la macrocéphalie et la plupart de ces caractéristiques : croissance somatique excessive, cutis marmorata, tache de naissance au milieu du visage, polydactylie/syndactylie, asymétrie (hémihyperplasie ou hémihypertrophie), hypotonie à la naissance, retard de développement, malformations du tissu conjonctif, et bosses frontales,. Actuellement, il n'existe pas encore de consensus sur quels critères de diagnostic sont définitifs. Il est donc essentiel que le patient soit examiné par un généticien ou autre docteur connaissant le syndrome pour pouvoir émettre un diagnostic sûr. Il n'est pas clair s'il y a des caractéristiques obligatoires pour émettre le diagnostic de MCM, mais la macrocéphalie est la caractéristique universellement présente, même si elle n'est pas toujours congénitale. Les malformations vasculaires distinctes de la peau s'estompent souvent dans le temps, ce qui rend le diagnostic pour les enfants plus âgés plus difficile. 
Dans ce syndrome, le cerveau peut être affecté de plusieurs manières. Certains enfants sont nés avec des anomalies cérébrales structurelles telle que la dysplasie corticale ou la polymicrogyrie. Alors que le retard de développement est présent chez tous les patients affectés, les déficiences cognitives varient de modérées à sévères d'un patient à l'autre. Certains patients souffrent aussi d'épilepsie. Les anomalies de la matière blanche, qui suggèrent un retard dans la myélination de la matière blanche, sont fréquentes sur les imageries par résonance magnétique (IRM) dans la petite enfance. Certains patients ont une asymétrie du cerveau, avec un côté beaucoup plus grand que l'autre. Un phénomène très commun dans ce syndrome est la tendance de croissance disproportionnée du cerveau dans les premières années de vie, avec le croisement des percentiles sur les courbes de périmètre crânien. Les conséquences de cette croissance excessive et disproportionnée du cerveau sont le risque important de hernie cérébrale tonsillaire (descente des amygdales cérébrales par le foramen magnum du crâne, ce qui, neuroradiologiquement, ressemble à une malformation de Chiari I) et la ventriculomégalie/l'hydrocéphalie. La hernie cérébrale tonsillaire apparait chez 70 % des enfants affectés par MCM.
La littérature médicale suggère qu'il y a un risque accru d'arythmie cardiaque dans la petite enfance,. La cause de ce trouble est inconnue. De plus, une variété de malformations cardiaques congénitales a été reporté chez un petit nombre de patients de MCM,. 
Comme d'autres syndromes associant la croissance excessive, il existe également un risque accru de tumeurs infantiles dans le syndrome de MCM (comme la tumeur de Wilms). Cependant, l'incidence précise de ces tumeurs n'est pas encore claire. 

## Traitement
Il n'existe pas de traitement pour cette maladie. Les soins sont des soins d'accompagnement et varient en fonction des symptômes et de leur gravité. Pratiquement tous les patients de MCM ont un certain degré de retard du développement. Une intervention précoce et une prise en charge spécifique adaptée est donc appropriée. Dans de très rares cas de la maladie, il n'y a pas de retard distinct au niveau des capacités scolaires. 
Une prise en charge kinésithérapeutique et psychomotricienne ainsi qu'un renforcement orthopédique peuvent aider les jeunes enfants dans leur développement moteur global. L'ergothérapie et l'orthophonie peuvent aussi aider dans le retard de développement. Le suivi d'un chirurgien orthopédique peut être nécessaire pour les différences de longueur des jambes dues à l'hémihyperplasie. 
Les enfants atteints d'hémihyperplasie auraient également un risque élevé de certains types de cancers. Les récentes recommandations préconisent des échographies abdominales régulières, jusqu'à l'âge de huit ans pour détecter la tumeur de Wilms. Le test alphafetoprotéine pour détecter le cancer du foie n'est pas nécessaire car il n'y a aucun cas d'hépatoblastome recensé parmi les patients de MCM, à ce jour.
Les anomalies congénitales du cerveau ainsi que la croissance cérébrale excessive et progressive peuvent avoir des conséquences neurologiques qui nécessitent des interventions chirurgicales. Celles-ci incluent l'hydrocéphalie, la hernie cérébrale tonsillaire (Chiari I), l'épilepsie et la syringomyélie. Ces complications ne sont généralement pas congénitales, elles se développent dans le temps, et se présentent dans l'enfance, même si elles peuvent aussi devenir problématiques plus tard. Des imageries cérébrales (IRM) et rachidiennes régulières sont prescrites pour surveiller les changements causés par la croissance excessive et progressive du cerveau. 
Par ailleurs, une surveillance cardiaque avec électrocardiogramme et échocardiographie est souvent préconisée. Les arythmies ou anomalies cardiaques peuvent nécessiter un traitement chirurgical. 

## Pronostic
Les pronostics varient en fonction de la gravité des symptômes, du degré de déficience intellectuelle et des complications associées. La maladie étant très rare et identifiée depuis peu de temps, il n'existe pas d'études à long terme.